# FK Krasznodar
Az FK Krasznodar (oroszul: Футбольный клуб Краснодар, magyar átírásban: Futbolnij klub Krasznodar) egy orosz labdarúgócsapat Krasznodarban, jelenleg az orosz  első osztályban szerepel. A klubot 2008-ban alapították.
Bajnoki szereplésüket a harmadosztályban kezdték, ahonnan egy év után sikerült magasabb osztályba lépniük. 2009-ben a másodosztályban szerepeltek és a 10. helyen végeztek, majd 2011-ben az első osztályban indulhattak. A bajnokság végén az ötödik helyet érték el.

## Bajnoki szereplések idényenként
| Szezon  | Bajnokság      | Helyezés | M  | Gy | D  | V  | RG | KG | Pont |
| ------- | -------------- | -------- | -- | -- | -- | -- | -- | -- | ---- |
| 2008    | II. liga       | 3        | 34 | 22 | 6  | 6  | 60 | 23 | 72   |
| 2009    | I. liga        | 10       | 38 | 14 | 10 | 14 | 50 | 47 | 52   |
| 2010    | I. liga        | 5        | 38 | 17 | 10 | 11 | 60 | 44 | 61   |
| 2011–12 | Premier League | 9        | 44 | 16 | 13 | 15 | 58 | 61 | 61   |
| 2012–13 | Premier League | 10       | 30 | 12 | 6  | 12 | 45 | 39 | 42   |
| 2013–14 | Premier League | 5        | 30 | 15 | 5  | 10 | 46 | 39 | 50   |
| 2014–15 | Premier League | 3        | 30 | 17 | 9  | 4  | 52 | 27 | 60   |
| 2015–16 | Premier League | 4        | 30 | 16 | 8  | 6  | 54 | 25 | 56   |
| 2016–17 | Premier League | 4        | 30 | 12 | 13 | 5  | 40 | 22 | 49   |

## Jelenlegi keret
| #  |     | Poszt | Név                     |
| -- | --- | ----- | ----------------------- |
| 1  | RUS | K     | Sztanyiszlav Kricjuk    |
| 3  | BRA | V     | Naldo                   |
| 4  | BLR | V     | Aljakszandr Martinovics |
| 6  | SWE | V     | Andreas Granqvist       |
| 7  | RUS | KP    | Pavel Mamajev           |
| 8  | RUS | KP    | Jurij Gazinszkij        |
| 10 | GEO | KP    | Tornike Okriasvili      |
| 11 | RUS | KP    | Vjacsezlav Podberjozkin |
| 12 | ECU | V     | Cristian Ramírez        |
| 15 | RUS | KP    | Ilja Zsiguljov          |
| 16 | SWE | KP    | Viktor Claesson         |
| 20 | RUS | CS    | Nyikolaj Komlicsenko    |
| 21 | COL | KP    | Ricardo Laborde         |
| 22 | RUS | KP    | Joãozinho               |

| #  |     | Poszt | Név                  |
| -- | --- | ----- | -------------------- |
| 33 | URU | KP    | Mauricio Pereyra     |
| 77 | BFA | KP    | Charles Kaboré       |
| 88 | RUS | K     | Andrej Szinyicin     |
| 90 | RUS | CS    | Fjodor Szmolov       |
| 95 | RUS | KP    | Araik Ovszepjan      |
| 98 | RUS | V     | Szergej Petrov       |
|    | RUS | V     | Alekszandr Marcsenko |
|    | NOR | V     | Stefan Strandberg    |
|    | RUS | V     | Alekszandr Zsirov    |
|    | RUS | KP    | Oleg Lanyin          |
|    | BRA | CS    | Ari                  |
|    | RUS | CS    | Ilja Belousz         |
|    | RUS | CS    | Ruszlan Bolov        |

## Külső hivatkozások
- Hivatalos oldal Archiválva 2014. június 6-i dátummal a Wayback Machine-ben